# Tour de l'Honneur
La tour de l'honneur (en gascon : tor d'aunor) est un des seuls vestiges du château des sires de Lesparre. Située à Lesparre-Médoc, dans le département de la Gironde et la région Nouvelle-Aquitaine, elle fait l’objet d’un classement au titre des monuments historiques depuis le 10 septembre 1913.

## Histoire
Pièce maîtresse d'un ensemble défensif constitué de quatre tours au temps de sa splendeur, elle date du XIVe siècle. Un château existait cependant bien avant cette époque, d'anciens documents mentionnant un « castello quid dicitur Sparra » au XIIe siècle. Par le mariage d'Aliénor d'Aquitaine avec Henri Plantagenêt, le château entre dans le giron anglo-gascon pour près de trois siècles, jusqu'en 1453. 
Au Moyen Âge, les sires de Lesparre commandent une grande partie du Médoc. Le château est fréquenté par de grands noms de la langue d'oc, tels les célèbres troubadours Aimeric de Belenoi et Pey de Corbian. Certains seigneurs du lieu se font une réputation, tel Florimont de Lesparre, parti guerroyer en Terre sainte, qui va jusqu'à provoquer en duel Pierre de Lusignan, roi de Chypre ! La forteresse passe ensuite aux mains des familles de  Madaillan, d'Albret, de Foix, de Clèves, de Matignon, d'Épernon et de Gramont, avant d'être vendue comme bien national durant la Révolution et d'être presque entièrement démantelée peu après.
Le château de Lesparre, cité en 1274 et reconstruit après 1303, était baptisé « Château de l'honneur de Lesparre ». Par extension, la seule tour subsistante a pris le nom de « Tour de l'honneur » qu'elle conserve aujourd'hui. Dressée en 1320, haute de près de trente mètres, elle se compose de cinq niveaux : un rez-de-chaussée couvert de croisées d'ogives et quatre salles voûtées. La plate-forme sommitale conserve une ligne de mâchicoulis et une tourelle d'angle en encorbellement.
De nos jours, la tour de l'honneur abrite un musée consacré à l'histoire locale, à l'artisanat et aux traditions médocaines.